# Barış Falay
Baris Falay  (Edremit, 9. travnja 1972.) je turski kazališni i televizijski glumac.

Barisov otac je bio radijski tehničar, a majka učiteljica i ona je u njega usadila ljubav prema književnosti i kazalištu. 
1995. godine diplomirao je na Sveučilištu u Ankari. Nakon što se izbrusio u nekoliko privatnih kazališta, Baris se zapošljava u državnom kazalištu nakon čega ostvaruje niz zapaženih kazališnih i televizijskih uloga. 
Uz nastupe u državnom kazalištu Baris i predaje u glumačkoj školi.
Baris je oženjen za Esru Ronabar, s kojom ima sina.

## Filmografija
- Ya Sonra (2010.)
- Ezel (2009.)
- Kirpi (2009.)
- Seytanin pabucu (2008.)
- Bebegim (2006.)
- Aliye (2004.)
- Kuzenlerim (2002.)
- Yarım Elma (2002.)
- Tatlı Hayat (2001.)
- 90-60-90 (2001.)
- Bizim Cocuklarımız (2001.)
- Dadi (2000.)
- Cicek Taksi (1995.)